# Klin
Klin (del ruso: Клин) es una ciudad del óblast de Moscú, en Rusia, centro administrativo del rayón de Klin. Está situada a 85 km al noroeste de Moscú. Pasan por la ciudad la M10 y el ferrocarril que une Moscú y San Petersburgo. Su población se elevaba a 80.259  habitantes en 2010.

## Historia
Klin es conocida desde 1317. En 1482, fue incorporada en Moscovia con el resto del Principado de Tver.
Fue brevemente ocupada por las tropas alemanas en el curso de la batalla de Moscú en 1941. 
Klin posee una importante base aérea, muy activa durante la guerra fría.

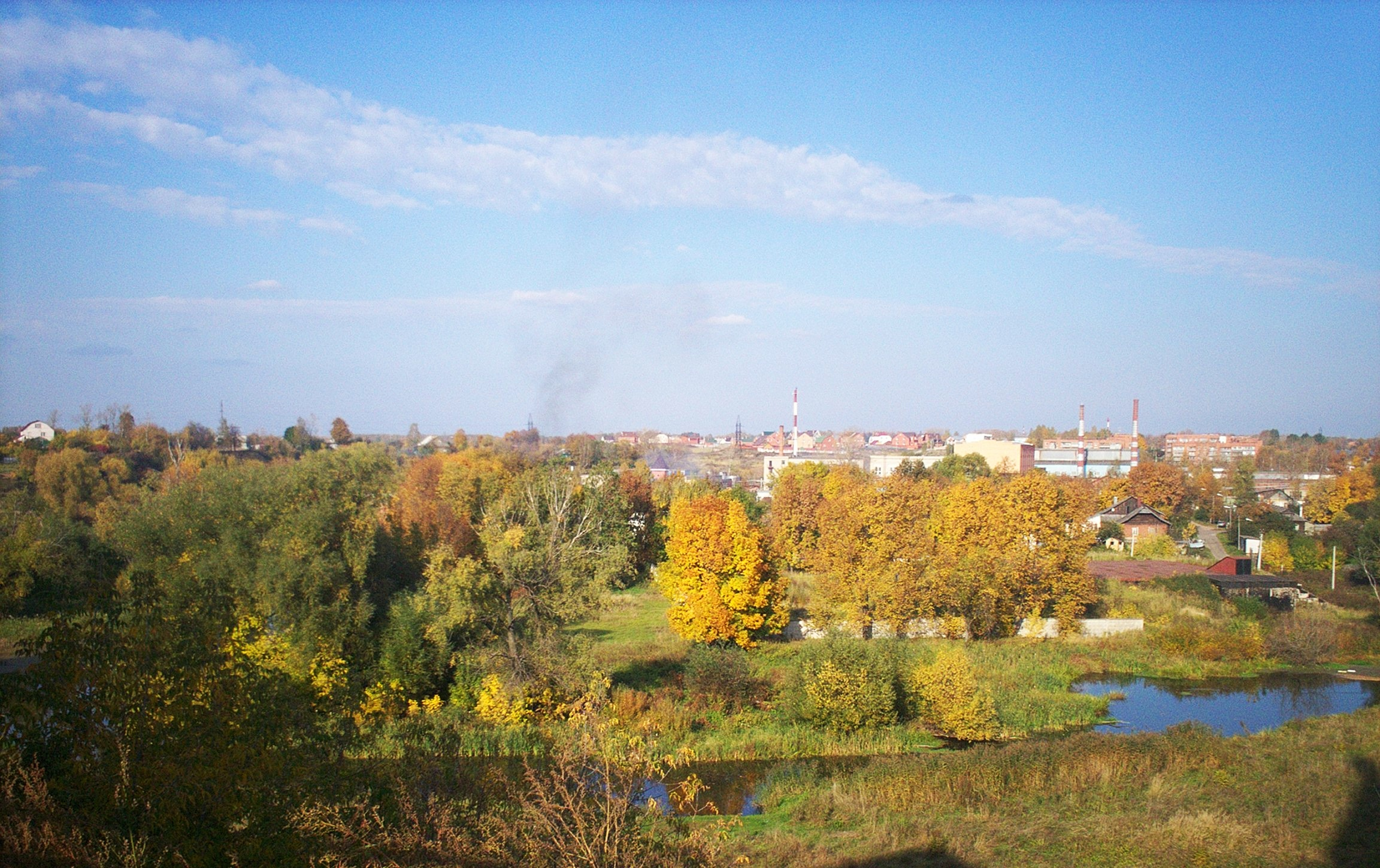
Vista sobre el río.

## Demografía
| 1897 | 1926 | 1939   | 1959   | 1970   | 1979   | 1989   | 2002   | 2008   |
| ---- | ---- | ------ | ------ | ------ | ------ | ------ | ------ | ------ |
| 5100 | 8700 | 29 300 | 53 300 | 80 900 | 91 487 | 94 908 | 83 178 | 81 465 |

## Patrimonio

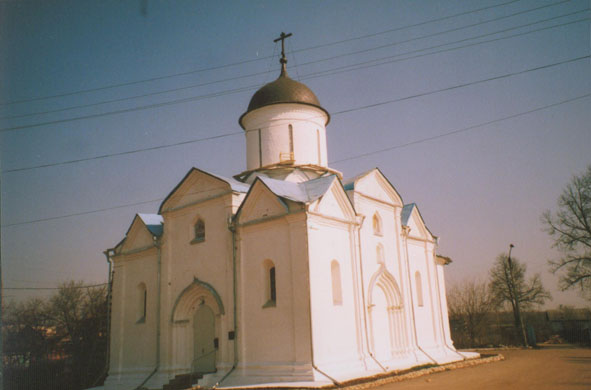
Catedral de la Ascensión.

Klin posee varias iglesias, de las que las más notables son la iglesia de la Dormición y la catedral de la Aunción(siglo XVI), y la catedral barroca de la Resurrección (1712). La ciudad es conocida por haber sido la residencia de Piotr Ilich Chaikovski, del que se conserva su casa convertida en museo. Es aquí donde el compositor creó la música de sus célebres ballets La bella durmiente y El cascanueces.

## Economía
La ciudad posea una gran cervecería, que produce la cerveza Klineskoye. En 2005 se inauguró una fábrica de vidrio, Zavod Glaverbel (Главербель), filial de la empresa belga Glaverbel, que pertenece al grupo japonés AGC. La inversión ascendió a los 270 millones de dólares. la fábrica produce 37 millones de m² de vidrio por año.·

## Deporte
El equipo de fútbol local, el Jimik, juega en la liga del óblast de Moscú.

## Ciudades hermanadas
- Lappeenranta, Finlandia.
- Orly, Francia.